# Cinara mongolica
Cinara mongolica är en insektsart. Cinara mongolica ingår i släktet Cinara och familjen långrörsbladlöss. Inga underarter finns listade i Catalogue of Life.